# Зоріле (Молдова)
Зоріле (рум. Zorile) — село в Оргіївському районі Молдови. Адміністративний центр однойменної комуни, до складу якої також входять села Інкулец та Окніца-Церань.

## Населення
За даними перепису населення 2004 року у селі проживали 793 особи.
Національний склад населення села:
| Національність       | Кількість осіб | Відсоток   |
| -------------------- | -------------- | ---------- |
| молдавани румуни     | 773 4          | 97,5% 0,5% |
| росіяни              | 7              | 0,9%       |
| українці             | 4              | 0,5%       |
| гагаузи              | 1              | 0,1%       |
| інша / без відповіді | 4              | 0,5%       |
| Всього               | 793            | 100%       |